# 18149 Colombatti
18149 Colombatti è un asteroide della fascia principale. Scoperto nel 2000, presenta un'orbita caratterizzata da un semiasse maggiore pari a 2,8450467 UA e da un'eccentricità di 0,0318282, inclinata di 3,06117° rispetto all'eclittica.